# Panzerchrist
A Panzerchrist dán blackened death metal együttes. Lemezeiket a Serious Entertainment, Mighty Music, Neurotic Records kiadók jelentetik meg.

## Története
1993-ban alakultak meg Aarhusban. Michael Enevoldsen alapította, miután kilépett az 1991-ben alapított Illdisposed-ból. Először egy pár demót jelentettek meg és leszerződtek a Serious Entertainment-hez. Első nagylemezük 1996-ban került a boltok polcaira, ennek a kiadónak a gondozásában. 1998-ban már a második stúdióalbumuk is megjelent. 2000-ben Reno Killerich dobos és az Illdisposed tagja, Bo Summer csatlakoztak a Panzerchrist-hoz. Ugyanebben az évben került piacra az együttes harmadik albuma, a Mighty Music kiadó gondozásában. 2003-as negyedik nagylemezük az előzőeknél jóval keményebb hangzással bír. 2006-ban, 2011-ben és 2013-ban is jelentettek meg nagylemezeket. 2007-ben és 2008-ban két válogatáslemezt dobtak piacra.

## Tagok
Jelenlegi tagok
- Soren Tintin Lonholdt - ének (2013-)

- Nils Petersen - gitár (2012-)

- Michael Enevoldsen - dobok (1994-2000), billentyűk (1998-2006, 2011-), basszusgitár (2003-)

- Simon Schilling - dobok (2013-)

## Diszkográfia
Stúdióalbumok
- Six Seconds Kill (1996)
- Outpost Fort Europa (1998)
- Soul Collector (2000)
- Room Service (2003)
- Battalion Beast (2006)
- Regiment Ragnarok (2011)
- 7th Offensive (2013)